# André Kagwa Rwisereka
André Kagwa Rwisereka (Rusenge, districte de Nyaruguru, Província del Sud (Ruanda), 31 de desembre de 1949 – Butare, 13 de juliol de 2010) va ser un polític de Ruanda, vicepresident del Partit Verd Democràtic de Ruanda (PVDR), partit fundat l'agost de 2009. Fou trobat mort i parcialment decapitat prop d'una zona humida a Butare el 14 de juliol de 2010.
El cap del partit Frank Habineza es trobava entre els líders de l'oposició que demanaven una investigació internacional independent sobre l'assassinat, que pot haver tingut una motivació política.
En els anys 1960 es exiliar per motius polítics a la República Democràtica del Congo, on va ser membre destacat del Front Patriòtic Ruandès durant la Guerra Civil ruandesa. Després de tornar a Ruanda, es va convertir en un destacat empresari a Butare. Va ser membre fundador del Partit Verd Democràtic de Ruanda el 14 d'agost de 2009.
La seva mort es va inscriure en una sèrie d'assassinats o intents d'assassinats contra opositors al govern del president Paul Kagame en el context de la campanya electoral a les eleccions presidencials ruandeses de 2010, en les quals el Partit Verd fou exclòs.